# Serie B 2022-2023
La Serie B 2022-2023 è stata la 91ª edizione del campionato italiano di calcio di Serie B, che è iniziata il 12 agosto 2022 e si è conclusa il 19 maggio 2023 con la vittoria del Frosinone, al suo primo titolo.
Capocannoniere del torneo è stato Gianluca Lapadula (Cagliari) con 21 reti.

## Stagione

### Novità
A sostituire le retrocesse L.R. Vicenza, Alessandria, Crotone e Pordenone, dalla Serie C 2021-2022 sono state promosse il Südtirol, al debutto nel campionato cadetto (nonché prima squadra in assoluto del Trentino-Alto Adige a disputare il campionato di Serie B a girone unico, infatti l'unica altra apparizione di una squadra della regione era stata quella del Bolzano nella stagione 1947-1948, disputata a 3 gironi), il Modena, di ritorno in Serie B dopo sei stagioni d'assenza, il Bari, assente da quattro stagioni, e il Palermo, che mancava dalla cadetteria da 3 anni, da vincente dei play-off.
A sostituire le promosse Lecce, Cremonese e Monza, dalla Serie A 2021-2022 sono retrocesse il Cagliari, dopo sei stagioni nella massima serie, il Genoa, dopo quindici stagioni, e il Venezia, di ritorno in cadetteria dopo una sola stagione.
La regione più rappresentata in questa stagione è l'Emilia-Romagna con tre squadre (Parma, Modena e SPAL). Con due squadre ciascuna ci sono la Lombardia (Brescia e Como), il Veneto (Cittadella e Venezia), l'Umbria (Perugia e Ternana) e la Calabria (Reggina e Cosenza); con una squadra la Campania (Benevento), il Trentino-Alto Adige (Südtirol), la Sardegna (Cagliari), il Lazio (Frosinone), le Marche (Ascoli), la Liguria (Genoa), la Puglia (Bari), la Sicilia (Palermo) e la Toscana (Pisa).
Resta inalterato sia il numero delle promozioni (2 dirette e una dai play-off) sia quello delle retrocessioni (3 dirette e una dai play-out). Per quanto riguarda il regolamento dei play-off, come è accaduto nell'edizione precedente, la terza classificata sarà direttamente promossa in Serie A (non dando così luogo alla disputa dei play-off) se avrà un vantaggio di almeno 15 punti sulla quarta classificata. Per quanto concerne i play-out, la diciassettesima classificata sarà direttamente retrocessa in Serie C (non dando così luogo alla disputa dei play-out) se avrà un distacco di almeno 5 punti dalla sedicesima classificata.
La squadra detentrice del trofeo, vinto nella stagione 2021-2022, è il Lecce.

### Calendario
Il campionato è iniziato venerdì 12 agosto 2022 con il primo anticipo del torneo, a cui poi sono seguite le altre partite in programma per sabato 13 e domenica 14 agosto. Il campionato cadetto non si è fermato durante i campionati mondiali di calcio in Qatar, come invece è accaduto per la Serie A. Ha osservato comunque tre turni di sosta: il 24 e 25 settembre 2022, il 19 e 20 novembre 2022 ed il 25 e 26 marzo 2023. Il torneo ha osservato una pausa invernale dal 27 dicembre 2022 al 13 gennaio 2023. I turni infrasettimanali sono stati solamente due e si giocati l'8 dicembre 2022 e il 28 febbraio 2023. Come di consueto si è giocato il 26 dicembre 2022, giorno di Santo Stefano, il 10 aprile 2023, giorno di Pasquetta, e il 1º maggio 2023. L'ultima giornata si è giocata venerdì 19 maggio a cui poi seguiranno i play-off, in programma dal 26 maggio all'11 giugno 2023, e il play-out il 25 maggio e 1º giugno 2023.

### Avvenimenti

#### Girone d'andata
Alla fine del girone d'andata, la capolista è il Frosinone, seguito dalla Reggina e dal Genoa, in ripresa dopo l'esonero del tecnico Blessin e l’arrivo in panchina di Alberto Gilardino. Bene anche il neopromosso Bari, il Pisa (nonostante il brutto avvio con Maran, col reintegro di Luca D'Angelo che inverte la tendenza), il Parma, l'esordiente Südtirol, rilanciato dall'arrivo in panchina di Bisoli dopo tre sconfitte consecutive nelle prime tre giornate, la Ternana (in zona play-off) e il neopromosso Modena (a metà classifica). Negativo è, invece, il rendimento del Brescia e del Cagliari, partiti con ben altre ambizioni e ritrovatisi a metà classifica. Deludono la retrocessa dalla Serie A Venezia, in zona play-out, e Perugia, in zona retrocessione, così come il Benevento e la SPAL, poco sopra la zona calda e quest'ultima in zona play-out. Chiudono la classifica il Cittadella (in netto calo rispetto alle precedenti stagioni in cadetteria e con gli stessi punti del Perugia) e il Cosenza ultimo in classifica.

#### Girone di ritorno

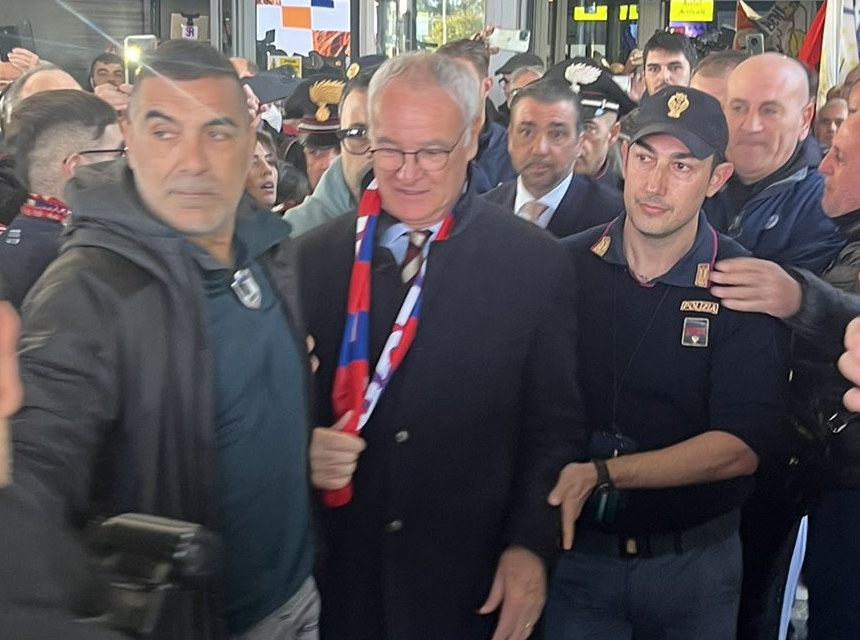
Claudio Ranieri accolto dai tifosi rossoblù all'aeroporto di Cagliari nel gennaio 2023, il giorno del suo ritorno sulla panchina sarda dopo 32 anni: il tecnico riporterà la squadra in Serie A dopo la vittoria dei play-off

La lotta per la promozione diretta si riduce ben presto a sole tre squadre: il Frosinone mantiene la testa, ma ha un leggero calo che permette al Genoa, in netta ripresa, di avvicinarsi e di rimettere in gioco il primo posto; segue, a debita distanza, il sorprendente Bari. La zona centrale della classifica si rivela cortissima: il Cagliari si riprende e si insedia stabilmente in zona play-off, mentre la Reggina ha un crollo verticale (a cui si aggiunge una penalizzazione di sette punti poi ridotta a cinque per violazioni amministrative) che l'allontana dalle zone di vertice e la fa cadere al fondo della zona play-off. In netta ripresa il Venezia, che una volta archiviata la questione salvezza inizia a cullare il sogno play-off, mentre rimangono invischiate nella lotta salvezza le "nobili" Brescia (che inizia il girone di ritorno in maniera disastrosa con sette sconfitte consecutive, finendo per alcuni tratti all'ultimo posto in classifica), SPAL e Benevento.
Dopo la vittoria per 3-1 contro la Reggina nella 35ª giornata, il Frosinone è la prima squadra promossa in Serie A, con tre giornate d'anticipo. I ciociari conquistano così la terza promozione in Serie A della loro storia tornando nella massima serie dopo quattro stagioni d'assenza. Alla giornata successiva, complice il pareggio del Bari in trasferta contro il Modena e la vittoria contro l'Ascoli, è il Genoa a festeggiare, chiudendo di fatto i giochi per la promozione diretta e conquistando la Serie A dopo un solo anno di cadetteria; il Genoa diventa la prima squadra dal Verona nel 2018-2019 a riconquistare la Serie A nell'anno immediatamente successivo alla retrocessione. Alla penultima giornata, le deludenti Benevento e SPAL retrocedono in Serie C entrambe dopo sette anni tra Serie A e Serie B, la prima a causa del pareggio del Brescia contro il Pisa (nonostante la vittoria contro il Modena) e la seconda dopo aver perso in casa contro il Parma, mentre il Bari è matematicamente terzo e qualificato per le semifinali dei play-off.
Il Frosinone vince lo scontro diretto col Genoa per il primo posto e ottiene matematicamente la prima vittoria del campionato di Serie B della sua storia. L'ultima giornata decreta la retrocessione in Serie C del Perugia nonostante la vittoria contro il Benevento a causa del pareggio del Brescia (costretto a disputare i playout salvezza), la qualificazione ai play-off dalle semifinali per il Parma e dal turno preliminare per Cagliari, Südtirol, Reggina (nonostante i cinque punti di penalizzazione) e Venezia, quest'ultima protagonista di una grande rimonta dopo aver stazionato per quasi tutta la stagione in zona retrocessione e a discapito del Palermo grazie agli scontri diretti a favore dei veneti (doppia vittoria per 0-1 e 3-2). Il Pisa (finalista dei play-off nella scorsa stagione) manca invece l'accesso agli spareggi dopo un brutto girone di ritorno, mentre la Ternana ottiene la salvezza grazie all'ottimo inizio di campionato, nonostante abbia perso le ultime cinque partite. Il play-out per evitare la retrocessione se lo aggiudica il Cosenza (al secondo playout di fila vinto dopo quello della precedente stagione), mentre il Brescia retrocede in Serie C a distanza di 38 anni dall'ultima volta.
Nei play-off, il turno preliminare viene vinto dal Cagliari, che elimina il Venezia per 2-1, e dal Südtirol, che batte la Reggina 1-0. Nelle semifinali vincono il Bari di Luigi De Laurentiis, grazie al migliore piazzamento conseguito nella stagione regolare rispetto alla squadra altoatesina, e il Cagliari, vincitore contro il Parma. La formazione sarda vince la finale contro i pugliesi (pareggio 1-1 all'andata e vittoria per 0-1 al ritorno segnando nel recupero), e come il Genoa, torna così immediatamente in Serie A dopo appena un anno.

## Squadre partecipanti
| Club       | Stagione | Città           | Stadio                                  | Stagione precedente                                        |
| ---------- | -------- | --------------- | --------------------------------------- | ---------------------------------------------------------- |
| Ascoli     | dettagli | Ascoli Piceno   | Stadio Cino e Lillo Del Duca            | 6º posto in Serie B                                        |
| Bari       | dettagli | Bari            | Stadio San Nicola                       | 1º posto in Serie C/C, promosso                            |
| Benevento  | dettagli | Benevento       | Stadio Ciro Vigorito                    | 7º posto in Serie B                                        |
| Brescia    | dettagli | Brescia         | Stadio Mario Rigamonti                  | 5º posto in Serie B                                        |
| Cagliari   | dettagli | Cagliari        | Unipol Domus                            | 18º posto in Serie A, retrocesso                           |
| Cittadella | dettagli | Cittadella (PD) | Stadio Piercesare Tombolato             | 11º posto in Serie B                                       |
| Como       | dettagli | Como            | Stadio Giuseppe Sinigaglia              | 13º posto in Serie B                                       |
| Cosenza    | dettagli | Cosenza         | Stadio San Vito-Gigi Marulla            | 16º posto in Serie B                                       |
| Frosinone  | dettagli | Frosinone       | Stadio Benito Stirpe                    | 9º posto in Serie B                                        |
| Genoa      | dettagli | Genova          | Stadio Luigi Ferraris                   | 19º posto in Serie A, retrocesso                           |
| Modena     | dettagli | Modena          | Stadio Alberto Braglia                  | 1º posto in Serie C/B, promosso                            |
| Palermo    | dettagli | Palermo         | Stadio Renzo Barbera                    | 3º posto in Serie C/C, promosso dopo aver vinto i play-off |
| Parma      | dettagli | Parma           | Stadio Ennio Tardini                    | 12º posto in Serie B                                       |
| Perugia    | dettagli | Perugia         | Stadio Renato Curi                      | 8º posto in Serie B                                        |
| Pisa       | dettagli | Pisa            | Stadio Arena Garibaldi-Romeo Anconetani | 3º posto in Serie B                                        |
| Reggina    | dettagli | Reggio Calabria | Stadio Oreste Granillo                  | 14º posto in Serie B                                       |
| SPAL       | dettagli | Ferrara         | Stadio Paolo Mazza                      | 15º posto in Serie B                                       |
| Südtirol   | dettagli | Bolzano         | Stadio Druso                            | 1º posto in Serie C/A, promosso                            |
| Ternana    | dettagli | Terni           | Stadio Libero Liberati                  | 10º posto in Serie B                                       |
| Venezia    | dettagli | Venezia         | Stadio Pier Luigi Penzo                 | 20º posto in Serie A, retrocesso                           |

## Allenatori e primatisti
| Squadra    | Allenatore | Giocatore più presente (tra parentesi il numero delle presenze) | Capocannoniere (tra parentesi il numero dei gol segnati) |
| ---------- | --- | --------------------------------------------------------------- | -------------------------------------------------------- |
| Ascoli     | Cristian Bucchi (1ª-23ª) Roberto Breda (24ª-38ª) | Eric Botteghin (37)                                             | Cedric Gondo (7)                                         |
| Bari       | Michele Mignani | Elia Caprile (37)                                               | Walid Cheddira (17)                                      |
| Benevento  | Fabio Caserta (1ª-6ª) Fabio Cannavaro (7ª-23ª) Roberto Stellone (24ª-32ª) Andrea Agostinelli (33ª-38ª)                                                 | Riccardo Improta (35)                                           | Camillo Ciano, Andrés Tello (5)                          |
| Brescia    | Josep Clotet Ruiz (1ª-18ª) Alfredo Aglietti (19ª-20ª) Josep Clotet Ruiz (21ª-23ª) Davide Possanzini (24ª-25ª) Daniele Gastaldello (26ª-38ª e play-out) | Florian Ayé (37)                                                | Florian Ayé (8)                                          |
| Cagliari   | Fabio Liverani (1ª-18ª) Fabio Pisacane (19ª) Claudio Ranieri (20ª-38ª e play-off)                                                                      | Boris Radunović (38)                                            | Gianluca Lapadula (21)                                   |
| Cittadella | Edoardo Gorini | Mirko Antonucci (37)                                            | Mirko Antonucci (11)                                     |
| Como       | Giacomo Gattuso (1ª-4ª) Massimiliano Guidetti (5ª-6ª) Moreno Longo (7ª-38ª)                                                                            | Patrick Cutrone (35)                                            | Alberto Cerri, Patrick Cutrone (9)                       |
| Cosenza    | Davide Dionigi (1ª-11ª) William Viali (12ª-38ª e play-out)                                                                                             | Marco Brescianini (37)                                          | Christian D'Urso, Marco Nasti (4)                        |
| Frosinone  | Fabio Grosso | Stefano Turati (37)                                             | Samuele Mulattieri (12)                                  |
| Genoa      | Alexander Blessin (1ª-15ª) Alberto Gilardino (16ª-38ª)                                                                                                 | Radu Drăgușin (38)                                              | Albert Guðmundsson (11)                                  |
| Modena     | Attilio Tesser | Riccardo Gagno (37)                                             | Davide Diaw (10)                                         |
| Palermo    | Eugenio Corini | Mirko Pigliacelli (38)                                          | Matteo Brunori (17)                                      |
| Parma      | Fabio Pecchia | Nahuel Estévez, Franco Vázquez (36)                             | Franco Vázquez (11)                                      |
| Perugia    | Fabrizio Castori (1ª-6ª) Silvio Baldini (7ª-9ª) Fabrizio Castori (10ª-38ª)                                                                             | Tiago Casasola, Gregorio Luperini (35)                          | Tiago Casasola (9)                                       |
| Pisa       | Rolando Maran (1ª-6ª) Luca D'Angelo (7ª-38ª) | Olimpiu Moruțan (35)                                            | Ettore Gliozzi (10)                                      |
| Reggina    | Filippo Inzaghi | Rigoberto Rivas (38)                                            | Giovanni Fabbian (8)                                     |
| SPAL       | Roberto Venturato (1ª-8ª) Daniele De Rossi (9ª-24ª) Massimo Oddo (25ª-38ª)                                                                             | Lorenzo Dickmann (36)                                           | Gabriele Moncini (9)                                     |
| Südtirol   | Leandro Greco (1ª-3ª) Pierpaolo Bisoli (4ª-38ª e play-off)                                                                                             | Giacomo Poluzzi (38)                                            | Raphael Odogwu (9)                                       |
| Ternana    | Cristiano Lucarelli (1ª-14ª) Aurelio Andreazzoli (15ª-26ª) Cristiano Lucarelli (27ª-38ª)                                                               | Antony Iannarilli (38)                                          | Andrea Favilli (9)                                       |
| Venezia    | Ivan Javorčić (1ª-11ª) Andrea Soncin (12ª) Paolo Vanoli (13ª-38ª e play-off)                                                                           | Joel Pohjanpalo (37)                                            | Joel Pohjanpalo (19)                                     |

## Classifica finale
|  | Pos. | Squadra      | Pt | G  | V  | N  | P  | GF | GS | DR  |
|  | ---- | ------------ | -- | -- | -- | -- | -- | -- | -- | --- |
|  | 1.   | Frosinone    | 80 | 38 | 24 | 8  | 6  | 63 | 26 | +37 |
|  | 2.   | Genoa (-1)   | 73 | 38 | 21 | 11 | 6  | 53 | 28 | +25 |
|  | 3.   | Bari         | 65 | 38 | 17 | 14 | 7  | 58 | 37 | +21 |
|  | 4.   | Parma (-1)   | 60 | 38 | 17 | 10 | 11 | 48 | 39 | +9  |
|  | 5.   | Cagliari     | 60 | 38 | 15 | 15 | 8  | 50 | 34 | +16 |
|  | 6.   | Südtirol     | 58 | 38 | 14 | 16 | 8  | 38 | 34 | +4  |
|  | 7.   | Reggina (-5) | 50 | 38 | 17 | 4  | 17 | 49 | 45 | +4  |
|  | 8.   | Venezia      | 49 | 38 | 13 | 10 | 15 | 51 | 50 | +1  |
|  | 9.   | Palermo      | 49 | 38 | 11 | 16 | 11 | 48 | 49 | -1  |
|  | 10.  | Modena       | 48 | 38 | 13 | 9  | 16 | 47 | 53 | -6  |
|  | 11.  | Pisa         | 47 | 38 | 11 | 14 | 13 | 48 | 42 | +6  |
|  | 12.  | Ascoli       | 47 | 38 | 12 | 11 | 15 | 40 | 47 | -7  |
|  | 13.  | Como         | 47 | 38 | 10 | 17 | 11 | 47 | 48 | -1  |
|  | 14.  | Ternana      | 43 | 38 | 11 | 10 | 17 | 37 | 52 | -15 |
|  | 15.  | Cittadella   | 43 | 38 | 9  | 16 | 13 | 34 | 45 | -11 |
|  | 16.  | Brescia      | 40 | 38 | 9  | 13 | 16 | 36 | 57 | -21 |
|  | 17.  | Cosenza      | 40 | 38 | 9  | 13 | 16 | 30 | 53 | -23 |
|  | 18.  | Perugia      | 39 | 38 | 10 | 9  | 19 | 40 | 52 | -12 |
|  | 19.  | SPAL         | 38 | 38 | 8  | 14 | 16 | 41 | 51 | -10 |
|  | 20.  | Benevento    | 35 | 38 | 7  | 14 | 17 | 33 | 49 | -16 |

      Promosse in Serie A 2023-2024.
  Ammesse ai play-off o ai play-out.
      Retrocesse in Serie C 2023-2024.
Tre punti per la vittoria, uno per il pareggio, zero per la sconfitta.
In caso di arrivo di due o più squadre a pari punti, la graduatoria verrà stilata secondo la classifica avulsa tra le squadre interessate che prevede, in ordine, i seguenti criteri:
- Punti negli scontri diretti
- Differenza reti negli scontri diretti
- Differenza reti generale
- Reti realizzate in generale
- Sorteggio

Note:
Il Genoa ha scontato 1 punto di penalizzazione.
La Reggina ha scontato 5 punti di penalizzazione
 ed è stata esclusa dalla Serie B 2023-2024 per mancati adempimenti tributari.
Il Parma ha scontato 1 punto di penalizzazione.
Il Brescia è stato poi riammesso in Serie B 2023-2024.

### Squadra campione
| Formazione tipo (4-3-3) | Giocatori (presenze)     |
| --- | ------------------------ |
| Turati Sampirisi Ravanelli Lucioni Cotali Rohdén Mazzitelli Boloca Insigne Moro Caso | Stefano Turati (37)      |
| Turati Sampirisi Ravanelli Lucioni Cotali Rohdén Mazzitelli Boloca Insigne Moro Caso | Mario Sampirisi (28)     |
| Turati Sampirisi Ravanelli Lucioni Cotali Rohdén Mazzitelli Boloca Insigne Moro Caso | Luca Ravanelli (24)      |
| Turati Sampirisi Ravanelli Lucioni Cotali Rohdén Mazzitelli Boloca Insigne Moro Caso | Fabio Lucioni (31)       |
| Turati Sampirisi Ravanelli Lucioni Cotali Rohdén Mazzitelli Boloca Insigne Moro Caso | Matteo Cotali (27)       |
| Turati Sampirisi Ravanelli Lucioni Cotali Rohdén Mazzitelli Boloca Insigne Moro Caso | Marcus Rohdén (33)       |
| Turati Sampirisi Ravanelli Lucioni Cotali Rohdén Mazzitelli Boloca Insigne Moro Caso | Luca Mazzitelli (25)     |
| Turati Sampirisi Ravanelli Lucioni Cotali Rohdén Mazzitelli Boloca Insigne Moro Caso | Daniel Boloca (31)       |
| Turati Sampirisi Ravanelli Lucioni Cotali Rohdén Mazzitelli Boloca Insigne Moro Caso | Roberto Insigne (31)     |
| Turati Sampirisi Ravanelli Lucioni Cotali Rohdén Mazzitelli Boloca Insigne Moro Caso | Luca Moro (34)           |
| Turati Sampirisi Ravanelli Lucioni Cotali Rohdén Mazzitelli Boloca Insigne Moro Caso | Giuseppe Caso (35)       |
| Turati Sampirisi Ravanelli Lucioni Cotali Rohdén Mazzitelli Boloca Insigne Moro Caso | Allenatore: Fabio Grosso |
| Altri giocatori: Luca Garritano (34), Samuele Mulattieri (29), Gennaro Borrelli (23), Gianluca Frabotta (22), Karlo Lulić (20), Ben Lhassine Kone (19), Jaime Báez (17), Przemysław Szymiński (15), Riccardo Ciervo (13), Anthony Oyono (13), Miloš Bočić (12), Ilario Monterisi (11), Francesco Gelli (10), Sergio Kalaj (9), Soufiane Bidaoui (8), Andrea Oliveri (8), Kalifa Kujabi (2), Leonardo Loria (1), Alessandro Selvini (1) |                          |

## Risultati

### Tabellone
Ogni riga indica i risultati casalinghi della squadra segnata a inizio della riga, contro le squadre segnate colonna per colonna (che invece avranno giocato l'incontro in trasferta). Al contrario, leggendo la colonna di una squadra si avranno i risultati ottenuti dalla stessa in trasferta, contro le squadre segnate in ogni riga, che invece avranno giocato l'incontro in casa.
|            | ASC  | BAR  | BEN  | BRE  | CAG  | CIT  | COM  | COS  | FRO  | GEN  | MOD  | PAL  | PAR  | PER  | PIS  | RGI  | SPA  | SÜD  | TER  | VEN  |
| ---------- | ---- | ---- | ---- | ---- | ---- | ---- | ---- | ---- | ---- | ---- | ---- | ---- | ---- | ---- | ---- | ---- | ---- | ---- | ---- | ---- |
| Ascoli     | –––– | 0-1  | 0-0  | 4-3  | 2-1  | 0-0  | 3-3  | 1-1  | 0-1  | 0-0  | 1-2  | 1-2  | 1-3  | 1-0  | 2-1  | 0-1  | 1-1  | 1-0  | 2-1  | 0-1  |
| Bari       | 0-2  | –––– | 2-0  | 6-2  | 1-1  | 1-1  | 2-2  | 2-1  | 0-0  | 1-2  | 4-1  | 1-1  | 4-0  | 0-2  | 0-0  | 1-0  | 2-2  | 2-2  | 0-0  | 1-0  |
| Benevento  | 1-1  | 1-1  | –––– | 1-0  | 0-2  | 1-0  | 0-0  | 0-1  | 2-1  | 1-2  | 2-1  | 0-1  | 2-2  | 0-2  | 0-0  | 1-1  | 1-3  | 0-2  | 2-3  | 1-2  |
| Brescia    | 1-1  | 0-2  | 1-0  | –––– | 1-1  | 1-1  | 0-1  | 2-1  | 1-3  | 0-3  | 0-1  | 1-1  | 0-2  | 2-1  | 1-1  | 0-2  | 2-0  | 2-0  | 1-0  | 1-1  |
| Cagliari   | 4-1  | 0-1  | 1-0  | 2-1  | –––– | 2-1  | 2-0  | 2-0  | 0-0  | 0-0  | 1-0  | 2-1  | 1-1  | 3-2  | 1-1  | 1-1  | 2-1  | 1-1  | 2-1  | 1-4  |
| Cittadella | 3-0  | 0-3  | 3-1  | 0-0  | 0-0  | –––– | 0-0  | 1-1  | 1-0  | 0-1  | 0-0  | 3-3  | 0-1  | 0-2  | 4-3  | 3-2  | 0-0  | 0-2  | 0-2  | 1-1  |
| Como       | 1-1  | 1-1  | 2-1  | 0-1  | 1-1  | 2-0  | –––– | 5-1  | 0-2  | 2-2  | 1-0  | 1-1  | 2-0  | 1-0  | 2-2  | 0-1  | 3-3  | 0-2  | 3-1  | 1-0  |
| Cosenza    | 1-3  | 0-1  | 1-1  | 1-1  | 0-1  | 1-1  | 3-1  | –––– | 1-2  | 1-2  | 2-1  | 3-2  | 1-0  | 0-0  | 1-0  | 2-1  | 1-0  | 0-0  | 0-0  | 1-1  |
| Frosinone  | 2-0  | 1-0  | 1-0  | 3-0  | 2-2  | 3-0  | 2-0  | 0-1  | –––– | 3-2  | 2-1  | 1-0  | 3-4  | 1-0  | 0-0  | 3-1  | 2-0  | 0-0  | 3-0  | 3-0  |
| Genoa      | 2-1  | 4-3  | 0-0  | 1-1  | 0-0  | 0-1  | 1-1  | 4-0  | 1-0  | –––– | 1-0  | 2-0  | 3-3  | 2-0  | 0-0  | 1-0  | 3-0  | 2-0  | 1-0  | 1-0  |
| Modena     | 0-1  | 1-1  | 1-1  | 1-3  | 2-0  | 0-0  | 5-1  | 2-0  | 0-1  | 2-2  | –––– | 0-2  | 1-1  | 1-1  | 1-0  | 1-0  | 0-0  | 2-1  | 4-1  | 2-2  |
| Palermo    | 2-3  | 1-0  | 1-1  | 2-2  | 2-1  | 0-0  | 0-0  | 0-0  | 1-1  | 1-0  | 5-2  | –––– | 1-0  | 2-0  | 3-3  | 2-1  | 2-1  | 0-1  | 0-0  | 0-1  |
| Parma      | 0-1  | 2-2  | 0-1  | 2-0  | 2-1  | 3-1  | 1-0  | 1-0  | 2-1  | 2-0  | 1-2  | 2-1  | –––– | 2-0  | 0-1  | 2-0  | 0-1  | 0-0  | 2-3  | 2-1  |
| Perugia    | 1-0  | 1-3  | 3-2  | 4-0  | 0-5  | 0-2  | 0-0  | 0-0  | 1-1  | 1-0  | 0-1  | 3-3  | 0-0  | –––– | 1-3  | 1-3  | 0-0  | 1-2  | 3-0  | 2-1  |
| Pisa       | 2-0  | 1-2  | 2-0  | 3-0  | 0-0  | 1-2  | 2-2  | 3-1  | 1-3  | 0-1  | 4-2  | 1-1  | 0-0  | 2-1  | –––– | 0-1  | 1-2  | 0-1  | 3-1  | 1-1  |
| Reggina    | 1-0  | 0-0  | 2-2  | 1-2  | 0-4  | 3-0  | 2-1  | 3-0  | 0-3  | 2-1  | 2-1  | 3-0  | 0-1  | 2-3  | 0-2  | –––– | 0-1  | 4-0  | 2-1  | 1-0  |
| SPAL       | 1-1  | 3-4  | 1-2  | 2-2  | 1-0  | 2-1  | 1-1  | 5-0  | 0-2  | 0-2  | 2-3  | 1-1  | 0-1  | 1-1  | 0-1  | 1-3  | –––– | 1-1  | 1-1  | 2-0  |
| Südtirol   | 2-2  | 0-1  | 1-1  | 1-0  | 2-2  | 1-1  | 1-1  | 1-1  | 1-1  | 0-0  | 0-2  | 1-1  | 1-0  | 2-1  | 2-1  | 2-1  | 2-0  | –––– | 0-0  | 1-2  |
| Ternana    | 1-0  | 1-0  | 2-2  | 0-0  | 1-0  | 1-2  | 0-3  | 1-1  | 2-3  | 1-2  | 2-1  | 3-0  | 1-1  | 1-0  | 2-1  | 1-0  | 0-0  | 0-1  | –––– | 1-4  |
| Venezia    | 0-2  | 1-2  | 0-2  | 1-1  | 0-0  | 1-1  | 3-2  | 2-0  | 1-3  | 1-2  | 5-0  | 3-2  | 2-2  | 3-2  | 1-1  | 1-2  | 2-1  | 0-1  | 2-1  | –––– |

### Calendario
Il calendario è stato sorteggiato il 15 luglio 2022 a Reggio Calabria.
| andata (1ª) | andata (1ª) | 1ª giornata       | ritorno (20ª) | ritorno (20ª) |
|             |             |                   |               |               |
| 14 ago.     | 2-1         | Ascoli-Ternana    | 0-1           | 15 gen.       |
| 14 ago.     | 0-1         | Benevento-Cosenza | 1-1           | 15 gen.       |
| 14 ago.     | 2-0         | Brescia-Südtirol  | 0-1           | 15 gen.       |
| 13 ago.     | 4-3         | Cittadella-Pisa   | 2-1           | 14 gen.       |
| 13 ago.     | 1-1         | Como-Cagliari     | 0-2           | 14 gen.       |
| 13 ago.     | 0-1         | Modena-Frosinone  | 1-2           | 14 gen.       |
| 13 ago.     | 2-0         | Palermo-Perugia   | 3-3           | 14 gen.       |
| 12 ago.     | 2-2         | Parma-Bari        | 0-4           | 14 gen.       |
| 14 ago.     | 1-3         | SPAL-Reggina      | 1-0           | 14 gen.       |
| 14 ago.     | 1-2         | Venezia-Genoa     | 0-1           | 16 gen.       |

| andata (2ª) | andata (2ª) | 2ª giornata         | ritorno (21ª) | ritorno (21ª) |
|             |             |                     |               |               |
| 20 ago.     | 1-1         | Ascoli-SPAL         | 1-1           | 21 gen.       |
| 19 ago.     | 1-1         | Bari-Palermo        | 0-1           | 20 gen.       |
| 21 ago.     | 2-1         | Cagliari-Cittadella | 0-0           | 21 gen.       |
| 21 ago.     | 2-1         | Cosenza-Modena      | 0-2           | 21 gen.       |
| 21 ago.     | 3-0         | Frosinone-Brescia   | 3-1           | 22 gen.       |
| 20 ago.     | 0-0         | Genoa-Benevento     | 2-1           | 21 gen.       |
| 20 ago.     | 0-0         | Perugia-Parma       | 0-2           | 21 gen.       |
| 21 ago.     | 2-2         | Pisa-Como           | 2-2           | 21 gen.       |
| 21 ago.     | 1-2         | Südtirol-Venezia    | 1-0           | 21 gen.       |
| 21 ago.     | 1-0         | Ternana-Reggina     | 1-2           | 21 gen.       |

| andata (1ª) | andata (1ª) | 1ª giornata       | ritorno (20ª) | ritorno (20ª) |
|             |             |                   |               |               |
| 14 ago.     | 2-1         | Ascoli-Ternana    | 0-1           | 15 gen.       |
| 14 ago.     | 0-1         | Benevento-Cosenza | 1-1           | 15 gen.       |
| 14 ago.     | 2-0         | Brescia-Südtirol  | 0-1           | 15 gen.       |
| 13 ago.     | 4-3         | Cittadella-Pisa   | 2-1           | 14 gen.       |
| 13 ago.     | 1-1         | Como-Cagliari     | 0-2           | 14 gen.       |
| 13 ago.     | 0-1         | Modena-Frosinone  | 1-2           | 14 gen.       |
| 13 ago.     | 2-0         | Palermo-Perugia   | 3-3           | 14 gen.       |
| 12 ago.     | 2-2         | Parma-Bari        | 0-4           | 14 gen.       |
| 14 ago.     | 1-3         | SPAL-Reggina      | 1-0           | 14 gen.       |
| 14 ago.     | 1-2         | Venezia-Genoa     | 0-1           | 16 gen.       |

| andata (2ª) | andata (2ª) | 2ª giornata         | ritorno (21ª) | ritorno (21ª) |
|             |             |                     |               |               |
| 20 ago.     | 1-1         | Ascoli-SPAL         | 1-1           | 21 gen.       |
| 19 ago.     | 1-1         | Bari-Palermo        | 0-1           | 20 gen.       |
| 21 ago.     | 2-1         | Cagliari-Cittadella | 0-0           | 21 gen.       |
| 21 ago.     | 2-1         | Cosenza-Modena      | 0-2           | 21 gen.       |
| 21 ago.     | 3-0         | Frosinone-Brescia   | 3-1           | 22 gen.       |
| 20 ago.     | 0-0         | Genoa-Benevento     | 2-1           | 21 gen.       |
| 20 ago.     | 0-0         | Perugia-Parma       | 0-2           | 21 gen.       |
| 21 ago.     | 2-2         | Pisa-Como           | 2-2           | 21 gen.       |
| 21 ago.     | 1-2         | Südtirol-Venezia    | 1-0           | 21 gen.       |
| 21 ago.     | 1-0         | Ternana-Reggina     | 1-2           | 21 gen.       |

| andata (3ª) | andata (3ª) | 3ª giornata         | ritorno (22ª) | ritorno (22ª) |
|             |             |                     |               |               |
| 28 ago.     | 2-1         | Benevento-Frosinone | 0-1           | 29 gen.       |
| 28 ago.     | 1-1         | Cittadella-Venezia  | 1-1           | 28 gen.       |
| 29 ago.     | 0-1         | Como-Brescia        | 1-0           | 28 gen.       |
| 27 ago.     | 4-1         | Modena-Ternana      | 1-2           | 28 gen.       |
| 27 ago.     | 2-3         | Palermo-Ascoli      | 2-1           | 29 gen.       |
| 28 ago.     | 1-0         | Parma-Cosenza       | 0-1           | 28 gen.       |
| 28 ago.     | 1-3         | Perugia-Bari        | 2-0           | 28 gen.       |
| 28 ago.     | 0-1         | Pisa-Genoa          | 0-0           | 28 gen.       |
| 28 ago.     | 4-0         | Reggina-Südtirol    | 1-2           | 28 gen.       |
| 27 ago.     | 1-0         | SPAL-Cagliari       | 1-2           | 27 gen.       |

| andata (4ª) | andata (4ª) | 4ª giornata       | ritorno (23ª) | ritorno (23ª) |
|             |             |                   |               |               |
| 3 set.      | 0-0         | Ascoli-Cittadella | 0-3           | 4 feb.        |
| 3 set.      | 2-2         | Bari-SPAL         | 4-3           | 4 feb.        |
| 3 set.      | 2-1         | Brescia-Perugia   | 0-4           | 4 feb.        |
| 2 set.      | 1-0         | Cagliari-Modena   | 0-2           | 3 feb.        |
| 3 set.      | 2-0         | Frosinone-Como    | 2-0           | 4 feb.        |
| 3 set.      | 3-3         | Genoa-Parma       | 0-2           | 5 feb.        |
| 3 set.      | 3-0         | Reggina-Palermo   | 1-2           | 5 feb.        |
| 4 set.      | 2-1         | Südtirol-Pisa     | 1-0           | 4 feb.        |
| 3 set.      | 1-1         | Ternana-Cosenza   | 0-0           | 4 feb.        |
| 3 set.      | 0-2         | Venezia-Benevento | 2-1           | 4 feb.        |

| andata (3ª) | andata (3ª) | 3ª giornata         | ritorno (22ª) | ritorno (22ª) |
|             |             |                     |               |               |
| 28 ago.     | 2-1         | Benevento-Frosinone | 0-1           | 29 gen.       |
| 28 ago.     | 1-1         | Cittadella-Venezia  | 1-1           | 28 gen.       |
| 29 ago.     | 0-1         | Como-Brescia        | 1-0           | 28 gen.       |
| 27 ago.     | 4-1         | Modena-Ternana      | 1-2           | 28 gen.       |
| 27 ago.     | 2-3         | Palermo-Ascoli      | 2-1           | 29 gen.       |
| 28 ago.     | 1-0         | Parma-Cosenza       | 0-1           | 28 gen.       |
| 28 ago.     | 1-3         | Perugia-Bari        | 2-0           | 28 gen.       |
| 28 ago.     | 0-1         | Pisa-Genoa          | 0-0           | 28 gen.       |
| 28 ago.     | 4-0         | Reggina-Südtirol    | 1-2           | 28 gen.       |
| 27 ago.     | 1-0         | SPAL-Cagliari       | 1-2           | 27 gen.       |

| andata (4ª) | andata (4ª) | 4ª giornata       | ritorno (23ª) | ritorno (23ª) |
|             |             |                   |               |               |
| 3 set.      | 0-0         | Ascoli-Cittadella | 0-3           | 4 feb.        |
| 3 set.      | 2-2         | Bari-SPAL         | 4-3           | 4 feb.        |
| 3 set.      | 2-1         | Brescia-Perugia   | 0-4           | 4 feb.        |
| 2 set.      | 1-0         | Cagliari-Modena   | 0-2           | 3 feb.        |
| 3 set.      | 2-0         | Frosinone-Como    | 2-0           | 4 feb.        |
| 3 set.      | 3-3         | Genoa-Parma       | 0-2           | 5 feb.        |
| 3 set.      | 3-0         | Reggina-Palermo   | 1-2           | 5 feb.        |
| 4 set.      | 2-1         | Südtirol-Pisa     | 1-0           | 4 feb.        |
| 3 set.      | 1-1         | Ternana-Cosenza   | 0-0           | 4 feb.        |
| 3 set.      | 0-2         | Venezia-Benevento | 2-1           | 4 feb.        |

| andata (5ª) | andata (5ª) | 5ª giornata          | ritorno (24ª) | ritorno (24ª) |
|             |             |                      |               |               |
| 10 set.     | 0-2         | Benevento-Cagliari   | 0-1           | 11 feb.       |
| 10 set.     | 1-0         | Cittadella-Frosinone | 0-3           | 11 feb.       |
| 10 set.     | 0-2         | Como-Südtirol        | 1-1           | 11 feb.       |
| 10 set.     | 0-1         | Cosenza-Bari         | 1-2           | 12 feb.       |
| 10 set.     | 1-3         | Modena-Brescia       | 1-0           | 11 feb.       |
| 9 set.      | 1-0         | Palermo-Genoa        | 0-2           | 10 feb.       |
| 10 set.     | 2-3         | Parma-Ternana        | 1-1           | 11 feb.       |
| 10 set.     | 1-0         | Perugia-Ascoli       | 0-1           | 11 feb.       |
| 10 set.     | 0-1         | Pisa-Reggina         | 2-0           | 11 feb.       |
| 11 set.     | 2-0         | SPAL-Venezia         | 1-2           | 11 feb.       |

| andata (6ª) | andata (6ª) | 6ª giornata        | ritorno (25ª) | ritorno (25ª) |
|             |             |                    |               |               |
| 17 set.     | 1-3         | Ascoli-Parma       | 1-0           | 18 feb.       |
| 16 set.     | 1-0         | Brescia-Benevento  | 0-1           | 18 feb.       |
| 17 set.     | 0-1         | Cagliari-Bari      | 1-1           | 18 feb.       |
| 17 set.     | 3-3         | Como-SPAL          | 1-1           | 18 feb.       |
| 17 set.     | 1-0         | Frosinone-Palermo  | 1-1           | 18 feb.       |
| 17 set.     | 1-0         | Genoa-Modena       | 2-2           | 19 feb.       |
| 17 set.     | 3-0         | Reggina-Cittadella | 2-3           | 18 feb.       |
| 17 set.     | 1-1         | Südtirol-Cosenza   | 0-0           | 18 feb.       |
| 18 set.     | 1-0         | Ternana-Perugia    | 0-3           | 18 feb.       |
| 17 set.     | 1-1         | Venezia-Pisa       | 1-1           | 17 feb.       |

| andata (5ª) | andata (5ª) | 5ª giornata          | ritorno (24ª) | ritorno (24ª) |
|             |             |                      |               |               |
| 10 set.     | 0-2         | Benevento-Cagliari   | 0-1           | 11 feb.       |
| 10 set.     | 1-0         | Cittadella-Frosinone | 0-3           | 11 feb.       |
| 10 set.     | 0-2         | Como-Südtirol        | 1-1           | 11 feb.       |
| 10 set.     | 0-1         | Cosenza-Bari         | 1-2           | 12 feb.       |
| 10 set.     | 1-3         | Modena-Brescia       | 1-0           | 11 feb.       |
| 9 set.      | 1-0         | Palermo-Genoa        | 0-2           | 10 feb.       |
| 10 set.     | 2-3         | Parma-Ternana        | 1-1           | 11 feb.       |
| 10 set.     | 1-0         | Perugia-Ascoli       | 0-1           | 11 feb.       |
| 10 set.     | 0-1         | Pisa-Reggina         | 2-0           | 11 feb.       |
| 11 set.     | 2-0         | SPAL-Venezia         | 1-2           | 11 feb.       |

| andata (6ª) | andata (6ª) | 6ª giornata        | ritorno (25ª) | ritorno (25ª) |
|             |             |                    |               |               |
| 17 set.     | 1-3         | Ascoli-Parma       | 1-0           | 18 feb.       |
| 16 set.     | 1-0         | Brescia-Benevento  | 0-1           | 18 feb.       |
| 17 set.     | 0-1         | Cagliari-Bari      | 1-1           | 18 feb.       |
| 17 set.     | 3-3         | Como-SPAL          | 1-1           | 18 feb.       |
| 17 set.     | 1-0         | Frosinone-Palermo  | 1-1           | 18 feb.       |
| 17 set.     | 1-0         | Genoa-Modena       | 2-2           | 19 feb.       |
| 17 set.     | 3-0         | Reggina-Cittadella | 2-3           | 18 feb.       |
| 17 set.     | 1-1         | Südtirol-Cosenza   | 0-0           | 18 feb.       |
| 18 set.     | 1-0         | Ternana-Perugia    | 0-3           | 18 feb.       |
| 17 set.     | 1-1         | Venezia-Pisa       | 1-1           | 17 feb.       |

| andata (7ª) | andata (7ª) | 7ª giornata        | ritorno (26ª) | ritorno (26ª) |
|             |             |                    |               |               |
| 1º ott.     | 6-2         | Bari-Brescia       | 2-0           | 25 feb.       |
| 2 ott.      | 1-1         | Benevento-Ascoli   | 0-0           | 26 feb.       |
| 1º ott.     | 1-4         | Cagliari-Venezia   | 0-0           | 25 feb.       |
| 1º ott.     | 0-2         | Cittadella-Ternana | 2-1           | 25 feb.       |
| 30 set.     | 3-1         | Cosenza-Como       | 1-5           | 25 feb.       |
| 1º ott.     | 1-0         | Modena-Reggina     | 1-2           | 25 feb.       |
| 1º ott.     | 0-1         | Palermo-Südtirol   | 1-1           | 25 feb.       |
| 1º ott.     | 2-1         | Parma-Frosinone    | 4-3           | 24 feb.       |
| 1º ott.     | 1-3         | Perugia-Pisa       | 1-2           | 24 feb.       |
| 1º ott.     | 0-2         | SPAL-Genoa         | 0-3           | 25 feb.       |

| andata (8ª) | andata (8ª) | 8ª giornata        | ritorno (27ª) | ritorno (27ª) |
|             |             |                    |               |               |
| 8 ott.      | 1-2         | Ascoli-Modena      | 1-0           | 1º mar.       |
| 8 ott.      | 1-1         | Brescia-Cittadella | 0-0           | 1º mar.       |
| 9 ott.      | 1-0         | Como-Perugia       | 0-0           | 1º mar.       |
| 8 ott.      | 2-0         | Frosinone-SPAL     | 2-0           | 1º mar.       |
| 7 ott.      | 0-0         | Genoa-Cagliari     | 0-0           | 1º mar.       |
| 8 ott.      | 0-0         | Pisa-Parma         | 1-0           | 28 feb.       |
| 8 ott.      | 3-0         | Reggina-Cosenza    | 1-2           | 28 feb.       |
| 9 ott.      | 1-1         | Südtirol-Benevento | 2-0           | 1º mar.       |
| 8 ott.      | 3-0         | Ternana-Palermo    | 0-0           | 28 feb.       |
| 8 ott.      | 1-2         | Venezia-Bari       | 0-1           | 1º mar.       |

| andata (7ª) | andata (7ª) | 7ª giornata        | ritorno (26ª) | ritorno (26ª) |
|             |             |                    |               |               |
| 1º ott.     | 6-2         | Bari-Brescia       | 2-0           | 25 feb.       |
| 2 ott.      | 1-1         | Benevento-Ascoli   | 0-0           | 26 feb.       |
| 1º ott.     | 1-4         | Cagliari-Venezia   | 0-0           | 25 feb.       |
| 1º ott.     | 0-2         | Cittadella-Ternana | 2-1           | 25 feb.       |
| 30 set.     | 3-1         | Cosenza-Como       | 1-5           | 25 feb.       |
| 1º ott.     | 1-0         | Modena-Reggina     | 1-2           | 25 feb.       |
| 1º ott.     | 0-1         | Palermo-Südtirol   | 1-1           | 25 feb.       |
| 1º ott.     | 2-1         | Parma-Frosinone    | 4-3           | 24 feb.       |
| 1º ott.     | 1-3         | Perugia-Pisa       | 1-2           | 24 feb.       |
| 1º ott.     | 0-2         | SPAL-Genoa         | 0-3           | 25 feb.       |

| andata (8ª) | andata (8ª) | 8ª giornata        | ritorno (27ª) | ritorno (27ª) |
|             |             |                    |               |               |
| 8 ott.      | 1-2         | Ascoli-Modena      | 1-0           | 1º mar.       |
| 8 ott.      | 1-1         | Brescia-Cittadella | 0-0           | 1º mar.       |
| 9 ott.      | 1-0         | Como-Perugia       | 0-0           | 1º mar.       |
| 8 ott.      | 2-0         | Frosinone-SPAL     | 2-0           | 1º mar.       |
| 7 ott.      | 0-0         | Genoa-Cagliari     | 0-0           | 1º mar.       |
| 8 ott.      | 0-0         | Pisa-Parma         | 1-0           | 28 feb.       |
| 8 ott.      | 3-0         | Reggina-Cosenza    | 1-2           | 28 feb.       |
| 9 ott.      | 1-1         | Südtirol-Benevento | 2-0           | 1º mar.       |
| 8 ott.      | 3-0         | Ternana-Palermo    | 0-0           | 28 feb.       |
| 8 ott.      | 1-2         | Venezia-Bari       | 0-1           | 1º mar.       |

| andata (9ª) | andata (9ª) | 9ª giornata       | ritorno (28ª) | ritorno (28ª) |
|             |             |                   |               |               |
| 15 ott.     | 0-2         | Bari-Ascoli       | 1-0           | 5 mar.        |
| 15 ott.     | 2-3         | Benevento-Ternana | 2-2           | 5 mar.        |
| 15 ott.     | 2-1         | Cagliari-Brescia  | 1-1           | 5 mar.        |
| 15 ott.     | 0-0         | Cittadella-SPAL   | 1-2           | 5 mar.        |
| 15 ott.     | 1-2         | Cosenza-Genoa     | 0-4           | 6 mar.        |
| 15 ott.     | 5-1         | Modena-Como       | 0-1           | 5 mar.        |
| 15 ott.     | 3-3         | Palermo-Pisa      | 1-1           | 4 mar.        |
| 15 ott.     | 2-0         | Parma-Reggina     | 1-0           | 4 mar.        |
| 16 ott.     | 1-2         | Perugia-Südtirol  | 1-2           | 5 mar.        |
| 14 ott.     | 1-3         | Venezia-Frosinone | 0-3           | 5 mar.        |

| andata (10ª) | andata (10ª) | 10ª giornata       | ritorno (29ª) | ritorno (29ª) |
|              |              |                    |               |               |
| 24 ott.      | 2-1          | Ascoli-Cagliari    | 1-4           | 10 mar.       |
| 22 ott.      | 1-1          | Brescia-Venezia    | 1-1           | 11 mar.       |
| 22 ott.      | 2-1          | Como-Benevento     | 0-0           | 11 mar.       |
| 22 ott.      | 1-0          | Frosinone-Bari     | 0-0           | 11 mar.       |
| 23 ott.      | 0-0          | Palermo-Cittadella | 3-3           | 11 mar.       |
| 23 ott.      | 4-2          | Pisa-Modena        | 0-1           | 11 mar.       |
| 22 ott.      | 2-3          | Reggina-Perugia    | 3-1           | 5 apr.        |
| 22 ott.      | 5-0          | SPAL-Cosenza       | 0-1           | 12 mar.       |
| 22 ott.      | 1-0          | Südtirol-Parma     | 0-0           | 11 mar.       |
| 22 ott.      | 1-2          | Ternana-Genoa      | 0-1           | 12 mar.       |

| andata (9ª) | andata (9ª) | 9ª giornata       | ritorno (28ª) | ritorno (28ª) |
|             |             |                   |               |               |
| 15 ott.     | 0-2         | Bari-Ascoli       | 1-0           | 5 mar.        |
| 15 ott.     | 2-3         | Benevento-Ternana | 2-2           | 5 mar.        |
| 15 ott.     | 2-1         | Cagliari-Brescia  | 1-1           | 5 mar.        |
| 15 ott.     | 0-0         | Cittadella-SPAL   | 1-2           | 5 mar.        |
| 15 ott.     | 1-2         | Cosenza-Genoa     | 0-4           | 6 mar.        |
| 15 ott.     | 5-1         | Modena-Como       | 0-1           | 5 mar.        |
| 15 ott.     | 3-3         | Palermo-Pisa      | 1-1           | 4 mar.        |
| 15 ott.     | 2-0         | Parma-Reggina     | 1-0           | 4 mar.        |
| 16 ott.     | 1-2         | Perugia-Südtirol  | 1-2           | 5 mar.        |
| 14 ott.     | 1-3         | Venezia-Frosinone | 0-3           | 5 mar.        |

| andata (10ª) | andata (10ª) | 10ª giornata       | ritorno (29ª) | ritorno (29ª) |
|              |              |                    |               |               |
| 24 ott.      | 2-1          | Ascoli-Cagliari    | 1-4           | 10 mar.       |
| 22 ott.      | 1-1          | Brescia-Venezia    | 1-1           | 11 mar.       |
| 22 ott.      | 2-1          | Como-Benevento     | 0-0           | 11 mar.       |
| 22 ott.      | 1-0          | Frosinone-Bari     | 0-0           | 11 mar.       |
| 23 ott.      | 0-0          | Palermo-Cittadella | 3-3           | 11 mar.       |
| 23 ott.      | 4-2          | Pisa-Modena        | 0-1           | 11 mar.       |
| 22 ott.      | 2-3          | Reggina-Perugia    | 3-1           | 5 apr.        |
| 22 ott.      | 5-0          | SPAL-Cosenza       | 0-1           | 12 mar.       |
| 22 ott.      | 1-0          | Südtirol-Parma     | 0-0           | 11 mar.       |
| 22 ott.      | 1-2          | Ternana-Genoa      | 0-1           | 12 mar.       |

| andata (11ª) | andata (11ª) | 11ª giornata       | ritorno (30ª) | ritorno (30ª) |
|              |              |                    |               |               |
| 28 ott.      | 0-0          | Bari-Ternana       | 0-1           | 19 mar.       |
| 29 ott.      | 0-0          | Benevento-Pisa     | 0-2           | 18 mar.       |
| 29 ott.      | 1-1          | Cagliari-Reggina   | 4-0           | 18 mar.       |
| 29 ott.      | 1-2          | Cosenza-Frosinone  | 1-0           | 18 mar.       |
| 29 ott.      | 1-1          | Genoa-Brescia      | 3-0           | 18 mar.       |
| 29 ott.      | 0-2          | Modena-Palermo     | 2-5           | 17 mar.       |
| 29 ott.      | 1-0          | Parma-Como         | 0-2           | 18 mar.       |
| 30 ott.      | 0-2          | Perugia-Cittadella | 2-0           | 18 mar.       |
| 29 ott.      | 1-1          | SPAL-Südtirol      | 0-2           | 18 mar.       |
| 29 ott.      | 0-2          | Venezia-Ascoli     | 1-0           | 18 mar.       |

| andata (12ª) | andata (12ª) | 12ª giornata      | ritorno (31ª) | ritorno (31ª) |
|              |              |                   |               |               |
| 5 nov.       | 1-1          | Benevento-Bari    | 0-2           | 1º apr.       |
| 5 nov.       | 1-1          | Brescia-Ascoli    | 3-4           | 1º apr.       |
| 5 nov.       | 0-0          | Cittadella-Modena | 0-0           | 2 apr.        |
| 6 nov.       | 1-0          | Como-Venezia      | 2-3           | 1º apr.       |
| 5 nov.       | 1-0          | Frosinone-Perugia | 1-1           | 1º apr.       |
| 5 nov.       | 1-0          | Palermo-Parma     | 1-2           | 1º apr.       |
| 5 nov.       | 3-1          | Pisa-Cosenza      | 0-1           | 1º apr.       |
| 7 nov.       | 2-1          | Reggina-Genoa     | 0-1           | 31 mar.       |
| 5 nov.       | 2-2          | Südtirol-Cagliari | 1-1           | 1º apr.       |
| 5 nov.       | 0-0          | Ternana-SPAL      | 1-1           | 1º apr.       |

| andata (11ª) | andata (11ª) | 11ª giornata       | ritorno (30ª) | ritorno (30ª) |
|              |              |                    |               |               |
| 28 ott.      | 0-0          | Bari-Ternana       | 0-1           | 19 mar.       |
| 29 ott.      | 0-0          | Benevento-Pisa     | 0-2           | 18 mar.       |
| 29 ott.      | 1-1          | Cagliari-Reggina   | 4-0           | 18 mar.       |
| 29 ott.      | 1-2          | Cosenza-Frosinone  | 1-0           | 18 mar.       |
| 29 ott.      | 1-1          | Genoa-Brescia      | 3-0           | 18 mar.       |
| 29 ott.      | 0-2          | Modena-Palermo     | 2-5           | 17 mar.       |
| 29 ott.      | 1-0          | Parma-Como         | 0-2           | 18 mar.       |
| 30 ott.      | 0-2          | Perugia-Cittadella | 2-0           | 18 mar.       |
| 29 ott.      | 1-1          | SPAL-Südtirol      | 0-2           | 18 mar.       |
| 29 ott.      | 0-2          | Venezia-Ascoli     | 1-0           | 18 mar.       |

| andata (12ª) | andata (12ª) | 12ª giornata      | ritorno (31ª) | ritorno (31ª) |
|              |              |                   |               |               |
| 5 nov.       | 1-1          | Benevento-Bari    | 0-2           | 1º apr.       |
| 5 nov.       | 1-1          | Brescia-Ascoli    | 3-4           | 1º apr.       |
| 5 nov.       | 0-0          | Cittadella-Modena | 0-0           | 2 apr.        |
| 6 nov.       | 1-0          | Como-Venezia      | 2-3           | 1º apr.       |
| 5 nov.       | 1-0          | Frosinone-Perugia | 1-1           | 1º apr.       |
| 5 nov.       | 1-0          | Palermo-Parma     | 1-2           | 1º apr.       |
| 5 nov.       | 3-1          | Pisa-Cosenza      | 0-1           | 1º apr.       |
| 7 nov.       | 2-1          | Reggina-Genoa     | 0-1           | 31 mar.       |
| 5 nov.       | 2-2          | Südtirol-Cagliari | 1-1           | 1º apr.       |
| 5 nov.       | 0-0          | Ternana-SPAL      | 1-1           | 1º apr.       |

| andata (13ª) | andata (13ª) | 13ª giornata     | ritorno (32ª) | ritorno (32ª) |
|              |              |                  |               |               |
| 11 nov.      | 0-1          | Ascoli-Frosinone | 0-2           | 10 apr.       |
| 12 nov.      | 2-2          | Bari-Südtirol    | 1-0           | 10 apr.       |
| 12 nov.      | 1-1          | Cagliari-Pisa    | 0-0           | 10 apr.       |
| 12 nov.      | 3-2          | Cosenza-Palermo  | 0-0           | 10 apr.       |
| 13 nov.      | 1-1          | Genoa-Como       | 2-2           | 10 apr.       |
| 12 nov.      | 1-1          | Modena-Perugia   | 1-0           | 10 apr.       |
| 12 nov.      | 3-1          | Parma-Cittadella | 1-0           | 10 apr.       |
| 12 nov.      | 1-2          | SPAL-Benevento   | 3-1           | 10 apr.       |
| 12 nov.      | 0-0          | Ternana-Brescia  | 0-1           | 10 apr.       |
| 12 nov.      | 1-2          | Venezia-Reggina  | 0-1           | 10 apr.       |

| andata (14ª) | andata (14ª) | 14ª giornata       | ritorno (33ª) | ritorno (33ª) |
|              |              |                    |               |               |
| 27 nov.      | 2-0          | Brescia-SPAL       | 2-2           | 15 apr.       |
| 27 nov.      | 1-1          | Cittadella-Cosenza | 1-1           | 15 apr.       |
| 27 nov.      | 1-1          | Como-Bari          | 2-2           | 15 apr.       |
| 27 nov.      | 2-2          | Frosinone-Cagliari | 0-0           | 15 apr.       |
| 27 nov.      | 0-1          | Palermo-Venezia    | 2-3           | 15 apr.       |
| 26 nov.      | 1-2          | Parma-Modena       | 1-1           | 14 apr.       |
| 27 nov.      | 1-0          | Perugia-Genoa      | 0-2           | 15 apr.       |
| 26 nov.      | 3-1          | Pisa-Ternana       | 1-2           | 16 apr.       |
| 27 nov.      | 2-2          | Reggina-Benevento  | 1-1           | 15 apr.       |
| 27 nov.      | 2-2          | Südtirol-Ascoli    | 0-1           | 15 apr.       |

| andata (13ª) | andata (13ª) | 13ª giornata     | ritorno (32ª) | ritorno (32ª) |
|              |              |                  |               |               |
| 11 nov.      | 0-1          | Ascoli-Frosinone | 0-2           | 10 apr.       |
| 12 nov.      | 2-2          | Bari-Südtirol    | 1-0           | 10 apr.       |
| 12 nov.      | 1-1          | Cagliari-Pisa    | 0-0           | 10 apr.       |
| 12 nov.      | 3-2          | Cosenza-Palermo  | 0-0           | 10 apr.       |
| 13 nov.      | 1-1          | Genoa-Como       | 2-2           | 10 apr.       |
| 12 nov.      | 1-1          | Modena-Perugia   | 1-0           | 10 apr.       |
| 12 nov.      | 3-1          | Parma-Cittadella | 1-0           | 10 apr.       |
| 12 nov.      | 1-2          | SPAL-Benevento   | 3-1           | 10 apr.       |
| 12 nov.      | 0-0          | Ternana-Brescia  | 0-1           | 10 apr.       |
| 12 nov.      | 1-2          | Venezia-Reggina  | 0-1           | 10 apr.       |

| andata (14ª) | andata (14ª) | 14ª giornata       | ritorno (33ª) | ritorno (33ª) |
|              |              |                    |               |               |
| 27 nov.      | 2-0          | Brescia-SPAL       | 2-2           | 15 apr.       |
| 27 nov.      | 1-1          | Cittadella-Cosenza | 1-1           | 15 apr.       |
| 27 nov.      | 1-1          | Como-Bari          | 2-2           | 15 apr.       |
| 27 nov.      | 2-2          | Frosinone-Cagliari | 0-0           | 15 apr.       |
| 27 nov.      | 0-1          | Palermo-Venezia    | 2-3           | 15 apr.       |
| 26 nov.      | 1-2          | Parma-Modena       | 1-1           | 14 apr.       |
| 27 nov.      | 1-0          | Perugia-Genoa      | 0-2           | 15 apr.       |
| 26 nov.      | 3-1          | Pisa-Ternana       | 1-2           | 16 apr.       |
| 27 nov.      | 2-2          | Reggina-Benevento  | 1-1           | 15 apr.       |
| 27 nov.      | 2-2          | Südtirol-Ascoli    | 0-1           | 15 apr.       |

| andata (15ª) | andata (15ª) | 15ª giornata       | ritorno (34ª) | ritorno (34ª) |
|              |              |                    |               |               |
| 4 dic.       | 3-3          | Ascoli-Como        | 1-1           | 22 apr.       |
| 4 dic.       | 0-0          | Bari-Pisa          | 2-1           | 23 apr.       |
| 4 dic.       | 0-1          | Benevento-Palermo  | 1-1           | 22 apr.       |
| 4 dic.       | 0-2          | Brescia-Reggina    | 2-1           | 21 apr.       |
| 3 dic.       | 1-1          | Cagliari-Parma     | 1-2           | 22 apr.       |
| 4 dic.       | 0-0          | Cosenza-Perugia    | 0-0           | 22 apr.       |
| 4 dic.       | 0-1          | Genoa-Cittadella   | 1-0           | 22 apr.       |
| 4 dic.       | 2-3          | SPAL-Modena        | 0-0           | 22 apr.       |
| 4 dic.       | 1-1          | Südtirol-Frosinone | 0-0           | 22 apr.       |
| 3 dic.       | 2-1          | Venezia-Ternana    | 4-1           | 23 apr.       |

| andata (16ª) | andata (16ª) | 16ª giornata      | ritorno (35ª) | ritorno (35ª) |
|              |              |                   |               |               |
| 8 dic.       | 0-3          | Cittadella-Bari   | 1-1           | 1º mag.       |
| 8 dic.       | 1-1          | Cosenza-Brescia   | 1-2           | 1º mag.       |
| 8 dic.       | 2-0          | Genoa-Südtirol    | 0-0           | 1º mag.       |
| 8 dic.       | 2-2          | Modena-Venezia    | 0-5           | 1º mag.       |
| 8 dic.       | 0-0          | Palermo-Como      | 1-1           | 1º mag.       |
| 8 dic.       | 0-1          | Parma-Benevento   | 2-2           | 1º mag.       |
| 8 dic.       | 0-0          | Perugia-SPAL      | 1-1           | 30 apr.       |
| 8 dic.       | 2-0          | Pisa-Ascoli       | 1-2           | 1º mag.       |
| 8 dic.       | 0-3          | Reggina-Frosinone | 1-3           | 1º mag.       |
| 7 dic.       | 1-0          | Ternana-Cagliari  | 1-2           | 30 apr.       |

| andata (15ª) | andata (15ª) | 15ª giornata       | ritorno (34ª) | ritorno (34ª) |
|              |              |                    |               |               |
| 4 dic.       | 3-3          | Ascoli-Como        | 1-1           | 22 apr.       |
| 4 dic.       | 0-0          | Bari-Pisa          | 2-1           | 23 apr.       |
| 4 dic.       | 0-1          | Benevento-Palermo  | 1-1           | 22 apr.       |
| 4 dic.       | 0-2          | Brescia-Reggina    | 2-1           | 21 apr.       |
| 3 dic.       | 1-1          | Cagliari-Parma     | 1-2           | 22 apr.       |
| 4 dic.       | 0-0          | Cosenza-Perugia    | 0-0           | 22 apr.       |
| 4 dic.       | 0-1          | Genoa-Cittadella   | 1-0           | 22 apr.       |
| 4 dic.       | 2-3          | SPAL-Modena        | 0-0           | 22 apr.       |
| 4 dic.       | 1-1          | Südtirol-Frosinone | 0-0           | 22 apr.       |
| 3 dic.       | 2-1          | Venezia-Ternana    | 4-1           | 23 apr.       |

| andata (16ª) | andata (16ª) | 16ª giornata      | ritorno (35ª) | ritorno (35ª) |
|              |              |                   |               |               |
| 8 dic.       | 0-3          | Cittadella-Bari   | 1-1           | 1º mag.       |
| 8 dic.       | 1-1          | Cosenza-Brescia   | 1-2           | 1º mag.       |
| 8 dic.       | 2-0          | Genoa-Südtirol    | 0-0           | 1º mag.       |
| 8 dic.       | 2-2          | Modena-Venezia    | 0-5           | 1º mag.       |
| 8 dic.       | 0-0          | Palermo-Como      | 1-1           | 1º mag.       |
| 8 dic.       | 0-1          | Parma-Benevento   | 2-2           | 1º mag.       |
| 8 dic.       | 0-0          | Perugia-SPAL      | 1-1           | 30 apr.       |
| 8 dic.       | 2-0          | Pisa-Ascoli       | 1-2           | 1º mag.       |
| 8 dic.       | 0-3          | Reggina-Frosinone | 1-3           | 1º mag.       |
| 7 dic.       | 1-0          | Ternana-Cagliari  | 1-2           | 30 apr.       |

| andata (17ª) | andata (17ª) | 17ª giornata         | ritorno (36ª) | ritorno (36ª) |
|              |              |                      |               |               |
| 11 dic.      | 0-0          | Ascoli-Genoa         | 1-2           | 6 mag.        |
| 11 dic.      | 4-1          | Bari-Modena          | 1-1           | 6 mag.        |
| 11 dic.      | 1-0          | Benevento-Cittadella | 1-3           | 6 mag.        |
| 12 dic.      | 0-2          | Brescia-Parma        | 0-2           | 7 mag.        |
| 11 dic.      | 3-2          | Cagliari-Perugia     | 5-0           | 5 mag.        |
| 11 dic.      | 0-1          | Como-Reggina         | 1-2           | 6 mag.        |
| 11 dic.      | 0-0          | Frosinone-Pisa       | 3-1           | 6 mag.        |
| 11 dic.      | 1-1          | SPAL-Palermo         | 1-2           | 6 mag.        |
| 11 dic.      | 0-0          | Südtirol-Ternana     | 1-0           | 6 mag.        |
| 11 dic.      | 2-0          | Venezia-Cosenza      | 1-1           | 6 mag.        |

| andata (18ª) | andata (18ª) | 18ª giornata        | ritorno (37ª) | ritorno (37ª) |
|              |              |                     |               |               |
| 18 dic.      | 0-2          | Cittadella-Südtirol | 1-1           | 13 mag.       |
| 18 dic.      | 1-3          | Cosenza-Ascoli      | 1-1           | 13 mag.       |
| 18 dic.      | 1-0          | Genoa-Frosinone     | 2-3           | 13 mag.       |
| 18 dic.      | 1-1          | Modena-Benevento    | 1-2           | 13 mag.       |
| 18 dic.      | 2-1          | Palermo-Cagliari    | 1-2           | 13 mag.       |
| 18 dic.      | 0-1          | Parma-SPAL          | 1-0           | 13 mag.       |
| 19 dic.      | 2-1          | Perugia-Venezia     | 2-3           | 13 mag.       |
| 17 dic.      | 3-0          | Pisa-Brescia        | 1-1           | 13 mag.       |
| 17 dic.      | 0-0          | Reggina-Bari        | 0-1           | 13 mag.       |
| 18 dic.      | 0-3          | Ternana-Como        | 1-3           | 13 mag.       |

| andata (17ª) | andata (17ª) | 17ª giornata         | ritorno (36ª) | ritorno (36ª) |
|              |              |                      |               |               |
| 11 dic.      | 0-0          | Ascoli-Genoa         | 1-2           | 6 mag.        |
| 11 dic.      | 4-1          | Bari-Modena          | 1-1           | 6 mag.        |
| 11 dic.      | 1-0          | Benevento-Cittadella | 1-3           | 6 mag.        |
| 12 dic.      | 0-2          | Brescia-Parma        | 0-2           | 7 mag.        |
| 11 dic.      | 3-2          | Cagliari-Perugia     | 5-0           | 5 mag.        |
| 11 dic.      | 0-1          | Como-Reggina         | 1-2           | 6 mag.        |
| 11 dic.      | 0-0          | Frosinone-Pisa       | 3-1           | 6 mag.        |
| 11 dic.      | 1-1          | SPAL-Palermo         | 1-2           | 6 mag.        |
| 11 dic.      | 0-0          | Südtirol-Ternana     | 1-0           | 6 mag.        |
| 11 dic.      | 2-0          | Venezia-Cosenza      | 1-1           | 6 mag.        |

| andata (18ª) | andata (18ª) | 18ª giornata        | ritorno (37ª) | ritorno (37ª) |
|              |              |                     |               |               |
| 18 dic.      | 0-2          | Cittadella-Südtirol | 1-1           | 13 mag.       |
| 18 dic.      | 1-3          | Cosenza-Ascoli      | 1-1           | 13 mag.       |
| 18 dic.      | 1-0          | Genoa-Frosinone     | 2-3           | 13 mag.       |
| 18 dic.      | 1-1          | Modena-Benevento    | 1-2           | 13 mag.       |
| 18 dic.      | 2-1          | Palermo-Cagliari    | 1-2           | 13 mag.       |
| 18 dic.      | 0-1          | Parma-SPAL          | 1-0           | 13 mag.       |
| 19 dic.      | 2-1          | Perugia-Venezia     | 2-3           | 13 mag.       |
| 17 dic.      | 3-0          | Pisa-Brescia        | 1-1           | 13 mag.       |
| 17 dic.      | 0-0          | Reggina-Bari        | 0-1           | 13 mag.       |
| 18 dic.      | 0-3          | Ternana-Como        | 1-3           | 13 mag.       |

| \| andata (19ª) \| andata (19ª) \| 19ª giornata \| ritorno (38ª) \| ritorno (38ª) \| \| \| \| \| \| \| \| 26 dic. \| 0-1 \| Ascoli-Reggina \| 0-1 \| 19 mag. \| \| 26 dic. \| 1-2 \| Bari-Genoa \| 3-4 \| 19 mag. \| \| 26 dic. \| 0-2 \| Benevento-Perugia \| 2-3 \| 19 mag. \| \| 26 dic. \| 1-1 \| Brescia-Palermo \| 2-2 \| 19 mag. \| \| 26 dic. \| 2-0 \| Cagliari-Cosenza \| 1-0 \| 19 mag. \| \| 26 dic. \| 2-0 \| Como-Cittadella \| 0-0 \| 19 mag. \| \| 26 dic. \| 3-0 \| Frosinone-Ternana \| 3-2 \| 19 mag. \| \| 26 dic. \| 0-1 \| SPAL-Pisa \| 2-1 \| 19 mag. \| \| 26 dic. \| 0-2 \| Südtirol-Modena \| 1-2 \| 19 mag. \| \| 26 dic. \| 2-2 \| Venezia-Parma \| 1-2 \| 19 mag. \| |              |                   |               |               |
| andata (19ª) | andata (19ª) | 19ª giornata      | ritorno (38ª) | ritorno (38ª) |
| |              |                   |               |               |
| 26 dic. | 0-1          | Ascoli-Reggina    | 0-1           | 19 mag.       |
| 26 dic. | 1-2          | Bari-Genoa        | 3-4           | 19 mag.       |
| 26 dic. | 0-2          | Benevento-Perugia | 2-3           | 19 mag.       |
| 26 dic. | 1-1          | Brescia-Palermo   | 2-2           | 19 mag.       |
| 26 dic. | 2-0          | Cagliari-Cosenza  | 1-0           | 19 mag.       |
| 26 dic. | 2-0          | Como-Cittadella   | 0-0           | 19 mag.       |
| 26 dic. | 3-0          | Frosinone-Ternana | 3-2           | 19 mag.       |
| 26 dic. | 0-1          | SPAL-Pisa         | 2-1           | 19 mag.       |
| 26 dic. | 0-2          | Südtirol-Modena   | 1-2           | 19 mag.       |
| 26 dic. | 2-2          | Venezia-Parma     | 1-2           | 19 mag.       |

| andata (19ª) | andata (19ª) | 19ª giornata      | ritorno (38ª) | ritorno (38ª) |
|              |              |                   |               |               |
| 26 dic.      | 0-1          | Ascoli-Reggina    | 0-1           | 19 mag.       |
| 26 dic.      | 1-2          | Bari-Genoa        | 3-4           | 19 mag.       |
| 26 dic.      | 0-2          | Benevento-Perugia | 2-3           | 19 mag.       |
| 26 dic.      | 1-1          | Brescia-Palermo   | 2-2           | 19 mag.       |
| 26 dic.      | 2-0          | Cagliari-Cosenza  | 1-0           | 19 mag.       |
| 26 dic.      | 2-0          | Como-Cittadella   | 0-0           | 19 mag.       |
| 26 dic.      | 3-0          | Frosinone-Ternana | 3-2           | 19 mag.       |
| 26 dic.      | 0-1          | SPAL-Pisa         | 2-1           | 19 mag.       |
| 26 dic.      | 0-2          | Südtirol-Modena   | 1-2           | 19 mag.       |
| 26 dic.      | 2-2          | Venezia-Parma     | 1-2           | 19 mag.       |

## Spareggi

### Play-off
Il terzo e ultimo posto utile alla promozione in Serie A, qualora il distacco tra la terza e la quarta in classifica non sia superiore a 14 punti, è assegnato tramite play-off a sei (strutturati attraverso un turno preliminare, semifinali e finale), a cui accedono le formazioni classificate dalla terza all'ottava posizione della graduatoria: la quinta affronta l'ottava e la vincitrice gioca poi contro la quarta; la sesta incontra la settima e la vincitrice sfida la terza. Le due vincenti disputano infine la finale per la promozione. Il regolamento dei play-off stabilisce quanto segue:
- I turni preliminari tra quinta e ottava e tra sesta e settima prevedono una partita unica sul campo della meglio piazzata nella stagione regolare. Nel caso di pareggio al termine dei tempi regolamentari, si disputano i supplementari. Se persiste la parità, passa il turno la squadra meglio classificata nella stagione regolare, senza effettuare i tiri di rigore.
- Le semifinali prevedono una gara di andata in casa delle squadre che hanno disputato il turno preliminare e una di ritorno in casa della terza e della quarta classificata nella stagione regolare. In caso di parità nel risultato aggregato, passa in finale la squadra meglio classificata nella stagione regolare, senza la disputa dei supplementari e tantomeno dei tiri di rigore.
- La finale si disputa tra le vincenti delle semifinali con gare di andata e ritorno, quest'ultima in casa della meglio classificata in campionato. In caso di parità, viene promossa in Serie A la squadra meglio classificata nella stagione regolare, senza la disputa dei supplementari e tantomeno dei tiri di rigore. Nel caso in cui le due finaliste avessero terminato la stagione regolare a pari punti, la gara di ritorno prevede i tempi supplementari ed eventuali tiri di rigore.

#### Tabellone
|  | Quarti di finale | Quarti di finale | Quarti di finale |  |  | Semifinali | Semifinali | Semifinali | Semifinali | Semifinali |   |   | Finale | Finale   | Finale | Finale | Finale |  |
|  |                  |                  |                  |  |  |            |            |            |            |            |   |   |        |          |        |        |        |  |
|  | 5                | Cagliari         | 2                |  |  |            |            |            |            |            |   |   |        |          |        |        |        |  |
|  | 8                | Venezia          | 1                |  |  | 5          | Cagliari   | 3          | 0          | 3          |   |   |        |          |        |        |        |  |
|  |                  |                  |                  |  |  | 4          | Parma      | 2          | 0          | 2          |   |   |        |          |        |        |        |  |
|  |                  |                  |                  |  |  |            |            |            |            |            |   |   | 5      | Cagliari | 1      | 1      | 2      |  |
|  | 6                | Südtirol         | 1                |  |  |            |            | 3          | Bari       | 1          | 0 | 1 |        |          |        |        |        |  |
|  | 7                | Reggina          | 0                |  |  | 6          | Südtirol   | 1          | 0          | 1          |   |   |        |          |        |        |        |  |
|  |                  |                  |                  |  |  | 3          | Bari       | 0          | 1          | 1          |   |   |        |          |        |        |        |  |

#### Turno preliminare
|          | Risultati |         | Luogo e data             |
| -------- | --------- | ------- | ------------------------ |
| Südtirol | 1-0       | Reggina | Bolzano, 26 maggio 2023  |
| Cagliari | 2-1       | Venezia | Cagliari, 27 maggio 2023 |
|          |           |         |                          |

#### Semifinali
|          | Risultati |          | Luogo e data             |
| -------- | --------- | -------- | ------------------------ |
| Südtirol | 1-0       | Bari     | Bolzano, 29 maggio 2023  |
| Bari     | 1-0       | Südtirol | Bari, 2 giugno 2023      |
|          |           |          |                          |
| Cagliari | 3-2       | Parma    | Cagliari, 30 maggio 2023 |
| Parma    | 0-0       | Cagliari | Parma, 3 giugno 2023     |
|          |           |          |                          |

#### Finale
|          | Risultati |          | Luogo e data            |
| -------- | --------- | -------- | ----------------------- |
| Cagliari | 1-1       | Bari     | Cagliari, 8 giugno 2023 |
| Bari     | 0-1       | Cagliari | Bari, 11 giugno 2023    |
|          |           |          |                         |

### Play-out
I play-out si disputano tra la sedicesima e la diciassettesima classificata nella stagione regolare, qualora il distacco in classifica tra queste due squadre non superi i 4 punti, con gara di andata in casa della diciassettesima e gara di ritorno in casa della sedicesima. Il regolamento che stabilisce la squadra vincitrice dei play-out è identico a quello della finale dei play-off per la promozione: in caso di parità al termine delle due partite, si salva la squadra che ha ottenuto il miglior piazzamento nella stagione regolare tra le due (in tal caso la squadra al 16º posto), tuttavia il match verrebbe prolungato ai tempi supplementari ed eventualmente ai tiri di rigore qualora le due squadre avessero terminato la stagione regolare a pari punti. L'esito del play-out è stato successivamente annullato in seguito alla riammissione del Brescia al successivo campionato cadetto.
|         | Risultati |         | Luogo e data            |
| ------- | --------- | ------- | ----------------------- |
| Cosenza | 1-0       | Brescia | Cosenza, 25 maggio 2023 |
| Brescia | 0-3       | Cosenza | Brescia, 1º giugno 2023 |
|         |           |         |                         |

## Statistiche

### Squadre

#### Capoliste solitarie
|    | —— | —— | —— | —— | —— | —— | —— | ——  | ——  | ——        | ——        | ——        | ——        | ——        | ——        | ——        | ——        | ——        | ——        | ——        | ——        | ——        | ——        | ——        | ——        | ——        | ——        | ——        | ——        | ——        | ——        | ——        | ——        | ——        | ——        | ——        | ——        | —— |  |
|    |    |    |    |    |    |    |    | Ter |     | Frosinone | Frosinone | Frosinone | Frosinone | Frosinone | Frosinone | Frosinone | Frosinone | Frosinone | Frosinone | Frosinone | Frosinone | Frosinone | Frosinone | Frosinone | Frosinone | Frosinone | Frosinone | Frosinone | Frosinone | Frosinone | Frosinone | Frosinone | Frosinone | Frosinone | Frosinone | Frosinone | Frosinone |    |  |
|    |    |    |    |    |    |    |    |     |     |           |           |           |           |           |           |           |           |           |           |           |           |           |           |           |           |           |           |           |           |           |           |           |           |           |           |           |           |    |  |
|    |    |    |    |    |    |    |    |     |     |           |           |           |           |           |           |           |           |           |           |           |           |           |           |           |           |           |           |           |           |           |           |           |           |           |           |           |           |    |  |
| 1ª | 2ª | 3ª | 4ª | 5ª | 6ª | 7ª | 8ª | 9ª  | 10ª | 11ª       | 12ª       | 13ª       | 14ª       | 15ª       | 16ª       | 17ª       | 18ª       | 19ª       | 20ª       | 21ª       | 22ª       | 23ª       | 24ª       | 25ª       | 26ª       | 27ª       | 28ª       | 29ª       | 30ª       | 31ª       | 32ª       | 33ª       | 34ª       | 35ª       | 36ª       | 37ª       | 38ª       |    |  |

#### Classifica in divenire
|            | 1ª | 2ª | 3ª | 4ª | 5ª | 6ª | 7ª | 8ª | 9ª | 10ª | 11ª | 12ª | 13ª | 14ª | 15ª | 16ª | 17ª | 18ª | 19ª | 20ª | 21ª | 22ª | 23ª | 24ª | 25ª | 26ª | 27ª | 28ª | 29ª | 30ª | 31ª | 32ª | 33ª | 34ª | 35ª | 36ª | 37ª | 38ª |
|            |    |    |    |    |    |    |    |    |    |     |     |     |     |     |     |     |     |     |     |     |     |     |     |     |     |     |     |     |     |     |     |     |     |     |     |     |     |     |
| ---------- | -- | -- | -- | -- | -- | -- | -- | -- | -- | --- | --- | --- | --- | --- | --- | --- | --- | --- | --- | --- | --- | --- | --- | --- | --- | --- | --- | --- | --- | --- | --- | --- | --- | --- | --- | --- | --- | --- |
| Ascoli     | 3  | 4  | 7  | 8  | 8  | 8  | 9  | 9  | 12 | 15  | 18  | 19  | 19  | 20  | 21  | 21  | 22  | 25  | 25  | 25  | 26  | 26  | 26  | 29  | 32  | 33  | 36  | 36  | 36  | 36  | 39  | 39  | 42  | 43  | 46  | 46  | 47  | 47  |
| Bari       | 1  | 2  | 5  | 6  | 9  | 12 | 15 | 18 | 18 | 18  | 19  | 20  | 21  | 22  | 23  | 26  | 29  | 30  | 30  | 33  | 33  | 33  | 36  | 39  | 40  | 43  | 46  | 49  | 50  | 50  | 53  | 56  | 57  | 60  | 61  | 62  | 65  | 65  |
| Benevento  | 0  | 1  | 4  | 7  | 7  | 7  | 8  | 9  | 9  | 9   | 10  | 11  | 14  | 15  | 15  | 18  | 21  | 22  | 22  | 23  | 23  | 23  | 23  | 23  | 26  | 27  | 27  | 28  | 29  | 29  | 29  | 29  | 30  | 31  | 32  | 32  | 35  | 35  |
| Brescia    | 3  | 3  | 6  | 9  | 12 | 15 | 15 | 16 | 16 | 17  | 18  | 19  | 20  | 23  | 23  | 24  | 24  | 24  | 25  | 25  | 25  | 25  | 25  | 25  | 25  | 25  | 26  | 27  | 28  | 28  | 28  | 31  | 32  | 35  | 38  | 38  | 39  | 40  |
| Cagliari   | 1  | 4  | 4  | 7  | 10 | 10 | 10 | 11 | 14 | 14  | 15  | 16  | 17  | 18  | 19  | 19  | 22  | 22  | 25  | 28  | 29  | 32  | 32  | 35  | 36  | 37  | 38  | 39  | 42  | 45  | 46  | 47  | 48  | 48  | 51  | 54  | 57  | 60  |
| Cittadella | 3  | 3  | 4  | 5  | 8  | 8  | 8  | 9  | 10 | 11  | 14  | 15  | 15  | 16  | 19  | 19  | 19  | 19  | 19  | 22  | 23  | 24  | 27  | 27  | 30  | 33  | 34  | 34  | 35  | 35  | 36  | 36  | 37  | 37  | 38  | 41  | 42  | 43  |
| Como       | 1  | 2  | 2  | 2  | 2  | 3  | 3  | 6  | 6  | 9   | 9   | 12  | 13  | 14  | 15  | 16  | 16  | 19  | 22  | 22  | 23  | 26  | 26  | 27  | 28  | 31  | 32  | 35  | 36  | 39  | 39  | 40  | 41  | 42  | 43  | 43  | 46  | 47  |
| Cosenza    | 3  | 6  | 6  | 7  | 7  | 8  | 11 | 11 | 11 | 11  | 11  | 11  | 14  | 15  | 16  | 17  | 17  | 17  | 17  | 18  | 18  | 21  | 22  | 22  | 23  | 23  | 26  | 26  | 29  | 32  | 35  | 36  | 37  | 38  | 38  | 39  | 40  | 40  |
| Frosinone  | 3  | 6  | 6  | 9  | 9  | 12 | 12 | 15 | 18 | 21  | 24  | 27  | 30  | 31  | 32  | 35  | 36  | 36  | 39  | 42  | 45  | 48  | 51  | 54  | 55  | 55  | 58  | 61  | 62  | 62  | 63  | 66  | 67  | 68  | 71  | 74  | 77  | 80  |
| Genoa      | 3  | 4  | 7  | 8  | 8  | 11 | 14 | 15 | 18 | 21  | 22  | 22  | 23  | 23  | 23  | 26  | 27  | 30  | 33  | 36  | 39  | 40  | 40  | 43  | 43  | 46  | 47  | 50  | 53  | 56  | 59  | 60  | 63  | 66  | 67  | 70  | 70  | 73  |
| Modena     | 0  | 0  | 3  | 3  | 3  | 3  | 6  | 9  | 12 | 12  | 12  | 13  | 14  | 17  | 20  | 21  | 21  | 22  | 25  | 25  | 28  | 28  | 31  | 34  | 35  | 35  | 35  | 35  | 38  | 38  | 39  | 42  | 43  | 44  | 44  | 45  | 45  | 48  |
| Palermo    | 3  | 4  | 4  | 4  | 7  | 7  | 7  | 7  | 8  | 9   | 12  | 15  | 15  | 15  | 18  | 19  | 20  | 23  | 24  | 25  | 28  | 31  | 34  | 34  | 35  | 36  | 37  | 38  | 39  | 42  | 42  | 43  | 43  | 44  | 45  | 48  | 48  | 49  |
| Parma      | 1  | 2  | 5  | 6  | 6  | 9  | 12 | 13 | 16 | 16  | 19  | 19  | 22  | 22  | 23  | 23  | 26  | 26  | 27  | 27  | 30  | 30  | 33  | 34  | 34  | 37  | 37  | 40  | 41  | 41  | 44  | 47  | 48  | 51  | 52  | 54  | 57  | 60  |
| Perugia    | 0  | 1  | 1  | 1  | 4  | 4  | 4  | 4  | 4  | 7   | 7   | 7   | 8   | 11  | 12  | 13  | 13  | 16  | 19  | 20  | 20  | 23  | 26  | 26  | 29  | 29  | 30  | 30  | 30  | 33  | 34  | 34  | 34  | 35  | 36  | 36  | 36  | 39  |
| Pisa       | 0  | 1  | 1  | 1  | 1  | 2  | 5  | 6  | 7  | 10  | 11  | 14  | 15  | 18  | 19  | 22  | 23  | 26  | 29  | 29  | 30  | 31  | 31  | 34  | 35  | 38  | 41  | 42  | 42  | 45  | 45  | 46  | 46  | 46  | 46  | 46  | 47  | 47  |
| Reggina    | 3  | 3  | 6  | 9  | 12 | 15 | 15 | 18 | 18 | 18  | 19  | 22  | 25  | 26  | 29  | 29  | 32  | 33  | 36  | 36  | 39  | 39  | 39  | 39  | 39  | 42  | 42  | 42  | 42* | 42  | 42  | 48* | 49  | 46  | 46  | 45  | 47  | 50  |
| SPAL       | 0  | 1  | 4  | 5  | 8  | 9  | 9  | 9  | 10 | 13  | 14  | 15  | 15  | 15  | 15  | 16  | 17  | 20  | 20  | 23  | 24  | 24  | 24  | 24  | 25  | 25  | 25  | 28  | 28  | 28  | 29  | 32  | 33  | 34  | 35  | 35  | 35  | 38  |
| Südtirol   | 0  | 0  | 0  | 3  | 6  | 7  | 10 | 11 | 14 | 17  | 18  | 19  | 20  | 21  | 22  | 22  | 23  | 26  | 26  | 29  | 32  | 35  | 38  | 39  | 40  | 41  | 44  | 47  | 48  | 51  | 52  | 52  | 52  | 53  | 54  | 57  | 58  | 58  |
| Ternana    | 0  | 3  | 3  | 4  | 7  | 10 | 13 | 16 | 19 | 19  | 20  | 21  | 22  | 22  | 22  | 25  | 26  | 26  | 26  | 29  | 29  | 32  | 33  | 34  | 34  | 34  | 35  | 36  | 36  | 39  | 40  | 40  | 43  | 43  | 43  | 43  | 43  | 43  |
| Venezia    | 0  | 3  | 4  | 4  | 4  | 5  | 8  | 8  | 8  | 9   | 9   | 9   | 9   | 12  | 15  | 16  | 19  | 19  | 20  | 20  | 20  | 21  | 24  | 27  | 28  | 29  | 29  | 29  | 30  | 33  | 36  | 36  | 39  | 42  | 45  | 46  | 49  | 49  |

NOTA: l'asterisco indica che l'incontro è stato rinviato o sospeso ed è presente sia in corrispondenza del turno rinviato sia in corrispondenza del turno immediatamente successivo al recupero: esso serve a segnalare che, nella stessa giornata successiva al recupero, la formazione vincente dispone di un punteggio maggiore. L'asterisco non compare con la squadra che esce sconfitta dal recupero (né in corrispondenza del rinvio, né per il recupero stesso), invece è da usare con entrambe le squadre se il recupero termina con un pareggio: in caso di pareggio o vittoria nella partita del recupero, può comportare un incremento potenziale "anomalo" (cioè di 2 punti o superiore ai 3 punti) nella giornata seguente dove il punteggio terrà conto di entrambe le partite (quella recuperata nel turno precedente e quella regolarmente giocata nel turno successivo: pareggio-pareggio = 2 punti; pareggio-vittoria o vittoria-pareggio = 4 punti; vittoria-vittoria = 6 punti).

#### Classifiche di rendimento

##### Rendimento andata-ritorno
| Andata     | Andata | Ritorno      | Ritorno |
|            |        |              |         |
| Frosinone  | 39     | Frosinone    | 41      |
| Reggina    | 36     | Genoa (-1)   | 40      |
| Genoa      | 33     | Cagliari     | 35      |
| Bari       | 30     | Bari         | 35      |
| Pisa       | 29     | Parma (-1)   | 33      |
| Parma      | 27     | Südtirol     | 32      |
| Südtirol   | 26     | Venezia      | 29      |
| Ternana    | 26     | Como         | 25      |
| Cagliari   | 25     | Palermo      | 25      |
| Brescia    | 25     | Cittadella   | 24      |
| Ascoli     | 25     | Modena       | 23      |
| Modena     | 25     | Cosenza      | 23      |
| Palermo    | 24     | Ascoli       | 22      |
| Como       | 22     | Perugia      | 20      |
| Benevento  | 22     | Pisa         | 18      |
| SPAL       | 20     | Ternana      | 17      |
| Venezia    | 20     | SPAL         | 15      |
| Cittadella | 19     | Brescia      | 15      |
| Perugia    | 19     | Reggina (-5) | 14      |
| Cosenza    | 17     | Benevento    | 13      |

##### Rendimento casa-trasferta
| Casa       | Casa | Trasferta  | Trasferta |
|            |      |            |           |
| Frosinone  | 45   | Frosinone  | 35        |
| Genoa      | 42   | Bari       | 35        |
| Cagliari   | 39   | Genoa      | 32        |
| Parma      | 35   | Südtirol   | 30        |
| Reggina    | 32   | Parma      | 26        |
| Palermo    | 32   | Reggina    | 23        |
| Como       | 31   | Ascoli     | 23        |
| Bari       | 30   | Venezia    | 23        |
| Modena     | 29   | Cagliari   | 21        |
| Ternana    | 29   | Pisa       | 21        |
| Südtirol   | 28   | Cittadella | 20        |
| Cosenza    | 28   | Modena     | 19        |
| Pisa       | 26   | SPAL       | 19        |
| Venezia    | 26   | Palermo    | 17        |
| Ascoli     | 24   | Benevento  | 17        |
| Perugia    | 24   | Como       | 16        |
| Brescia    | 24   | Brescia    | 16        |
| Cittadella | 23   | Perugia    | 15        |
| SPAL       | 19   | Ternana    | 14        |
| Benevento  | 18   | Cosenza    | 12        |

#### Primati stagionali
Squadre
- Maggior numero di vittorie: Frosinone (24)
- Maggior numero di pareggi: Como (17)
- Maggior numero di sconfitte: Perugia (19)
- Minor numero di vittorie: Benevento (7)
- Minor numero di pareggi: Reggina (4)
- Minor numero di sconfitte: Frosinone e Genoa (6)
- Miglior attacco: Frosinone (63 gol fatti)
- Peggior attacco: Cosenza (30 gol fatti)
- Miglior difesa: Frosinone (26 gol subiti)
- Peggior difesa: Brescia (57 gol subiti)
- Miglior differenza reti: Frosinone (+37)
- Peggior differenza reti: Cosenza (-23)
- Maggior numero di vittorie consecutive: Frosinone (6, 8ª-13ª giornata; 19ª-24ª giornata)
- Miglior serie positiva: Pisa (14, 6ª-19ª giornata)
- Peggior serie negativa: Brescia (7, 20ª-26ª giornata)

Partite
- Partita con più gol: Bari-Brescia 6-2 (8, 7ª giornata)
- Pareggio con più gol: Genoa-Parma 3-3 (6, 4ª giornata); Como-SPAL 3-3 (6, 6ª giornata); Palermo-Pisa 3-3 (6, 9ª giornata); Ascoli-Como 3-3 (6, 15ª giornata); Perugia-Palermo 3-3 (6, 20ª giornata); Cittadella-Palermo 3-3 (6, 29ª giornata)
- Maggior scarto di gol: SPAL-Cosenza 5-0 (5, 10ª giornata); Venezia-Modena 5-0 (5, 35ª giornata); Perugia-Cagliari 0-5 (5, 36ª giornata)
- Maggior numero di reti in una giornata: 34 (9ª giornata)
- Minor numero di reti in una giornata: 10 (27ª giornata)
- Maggior numero di espulsioni in una giornata: 8 (3ª giornata)
- Maggior numero di pareggi in una giornata: 6 (25ª e 33ª giornata)

### Individuali

#### Classifica marcatori
| Gol | Rigori |  | Giocatore          | Squadra    |
| --- | ------ |  | ------------------ | ---------- |
| 21  | 3      |  | Gianluca Lapadula  | Cagliari   |
| 19  | 3      |  | Joel Pohjanpalo    | Venezia    |
| 17  | 4      |  | Matteo Brunori     | Palermo    |
| 17  | 5      |  | Walid Cheddira     | Bari       |
| 12  |        |  | Samuele Mulattieri | Frosinone  |
| 11  | 3      |  | Mirko Antonucci    | Cittadella |
| 11  |        |  | Albert Guðmundsson | Genoa      |
| 11  | 5      |  | Franco Vázquez     | Parma      |
| 10  | 4      |  | Massimo Coda       | Genoa      |
| 10  | 3      |  | Davide Diaw        | Modena     |
| 10  | 4      |  | Ettore Gliozzi     | Pisa       |